# 福田幸広
福田 幸広（ふくだ ゆきひろ、1965年 - ）は、日本の写真家。東京都生まれ、埼玉県川口市在住。

## 人物・来歴
埼玉県立浦和西高等学校、日本大学農獣医学部卒。丹頂鶴に憧れ北海道の地を訪れたことがきっかけで動物写真家の道を志す。10年間北海道の野生動物を取材。その後撮影範囲を海外や水中へ広げ、現在は野生動物、水中、風景の3本柱で取材を進めている。「山もいいけど、海もいい」がモットー。
海でも山でも分け隔てなく自分の撮影したいものがあればそこへ行き時間をかけて楽しんで撮影している。2008年7月には、ナショナルジオグラフィック・ワールドワイド版に小豆島のサルが採用される。
フォトライブラリー、TOPOUTIMAGES を主宰。雑誌、カレンダー企画などを行っている。また、動物とのふれ合いや撮影を目的としたエコツアーも企画開催中。特に マナティースイム は毎年開催。

## 受賞歴・他
- 2002年 - アメリカ Nature's Best International Photography Awards 2002 風景写真部門入賞
- 2003年 - アメリカ Nature's Best International Photography Awards 2003 動物写真部門最優秀賞
- 2005年 - イギリス BBC Wildlifephotography 2005 動物部門入賞
- 2007年 - ナショナルジオグラフィック・ワールドワイド版に小豆島のサルが採用
- 2015年 - 第64回小学館児童出版文化賞

## 主な著書
- 「Life」
- 「HERPSEAL」
- 「動物にあいたい」
- 「動物日誌」
- 「今日は海曜日」
- 「タテゴトアザラシのおやこ」
- 「うりぼうなかよしだいかぞく」
- 「きたきつねのあかちゃん」
- 「ぽっかぽかだいすきおさるさん」
- 「マナティーはやさしいともだち」
- 「森の動物たち」（CD-ROM）
- 「Faces in the Forest 森の仲間たち」
- 「寝る子は育つ」
- 「ラポラポラ・森にすむ妖精」
- 「マナティー」
- 「ラッコのきもち－sea angel」